# Krønge (plaats)

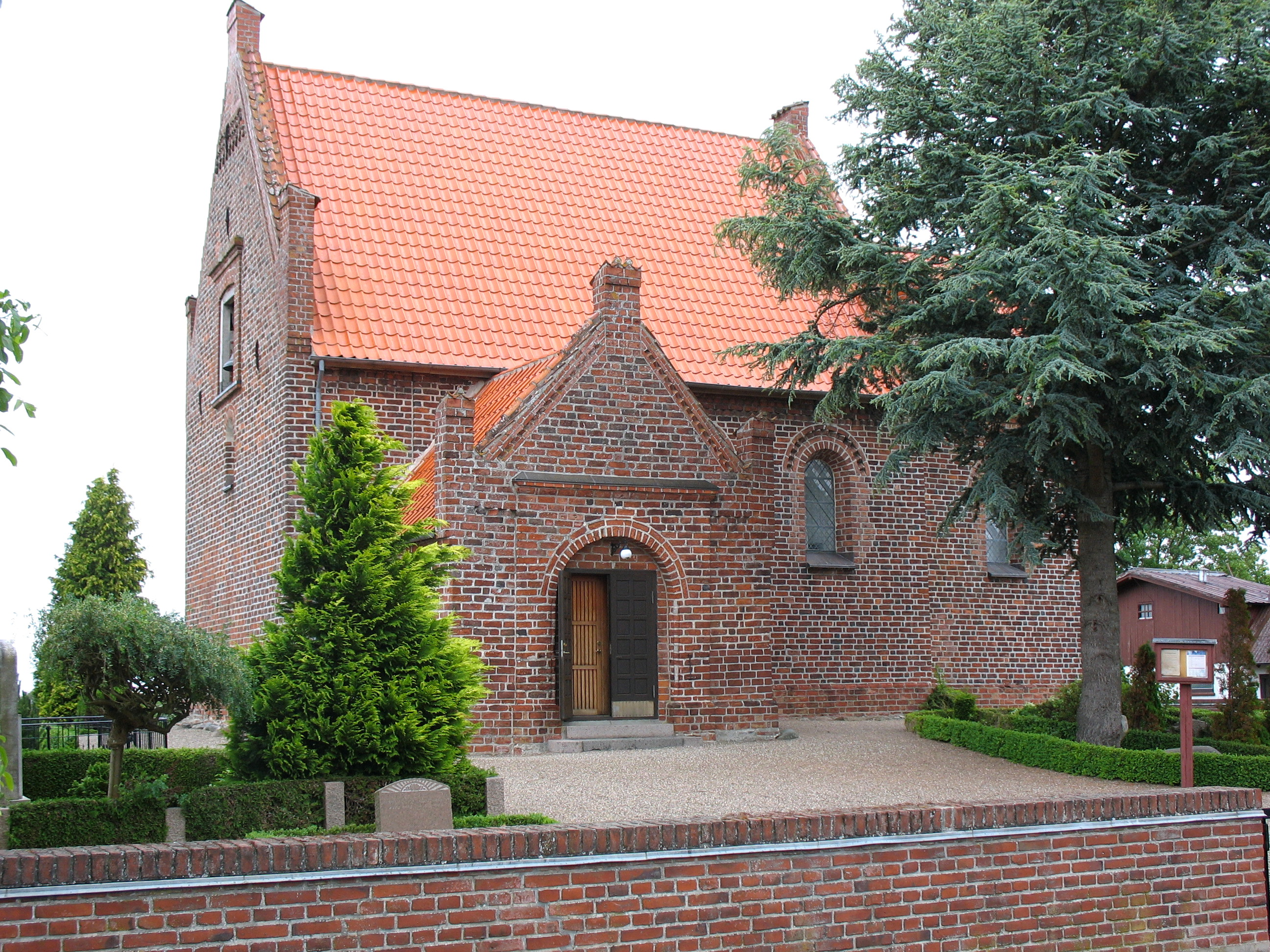
Krønge Kirke

Krønge (in de Middeleeuwen: Krøgingæ) is een oud plattelandsdorp ten zuiden van de meren van Maribo op het Deense eiland Lolland.
Krønge werd reeds in de dertiende eeuw genoemd.
Het plattelandsdorp ligt in de gemeente Lolland en hoort onder Regio Seeland.
Krøngegården, in eigendom van koningin Margaretha I van Denemarken, was het lokale machtscentrum. Later werd het landgoed Søholt gesticht. Gronden en hoeven in Krønge werden onderworpen aan Søholt.

## Geboren
- Jørgen Jensen (1944-2009), atleet